# Commissaire européen à l'Éducation et à la Culture

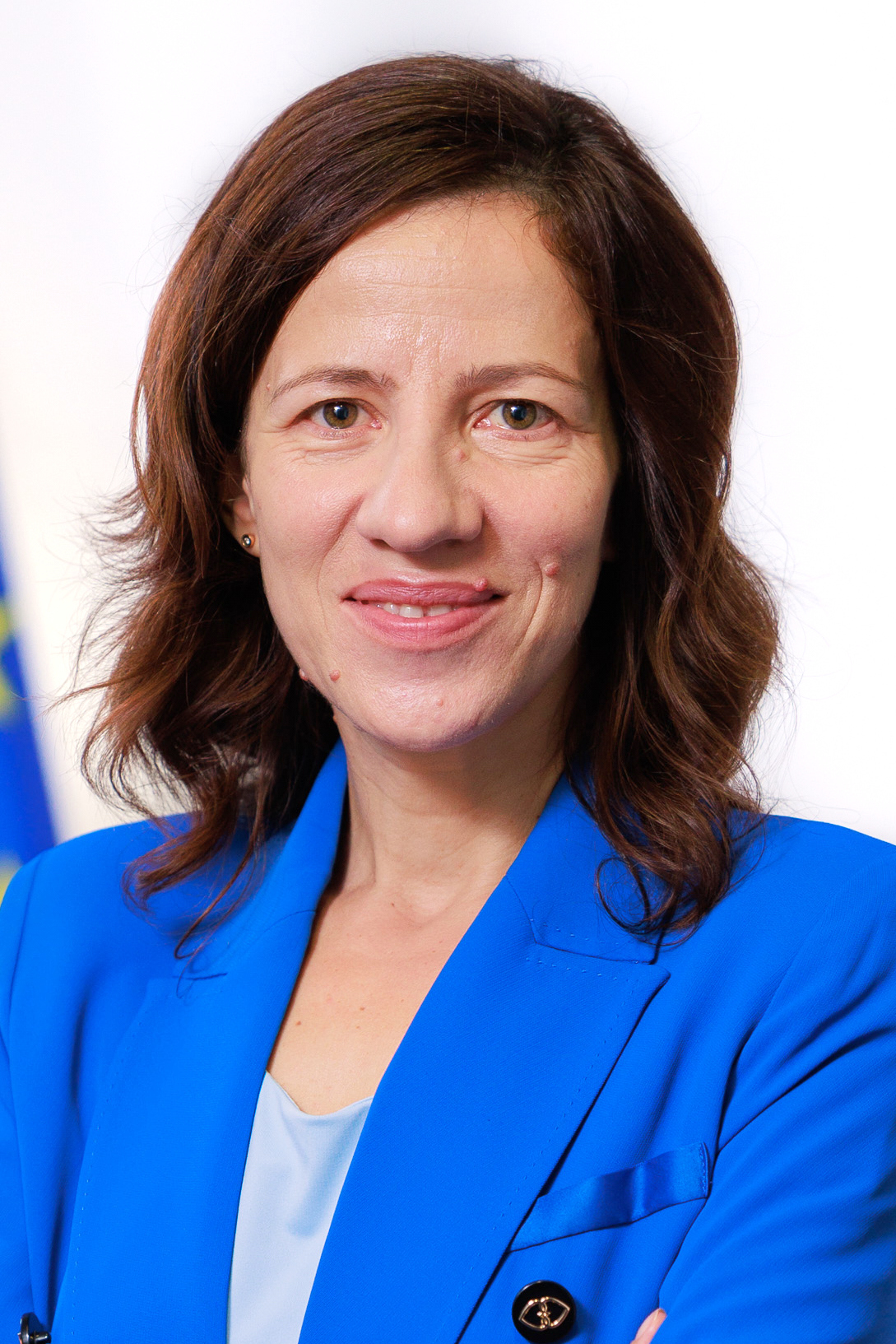
Roxana Mînzatu, l'actuelle commissaire européenne à l'Éducation.

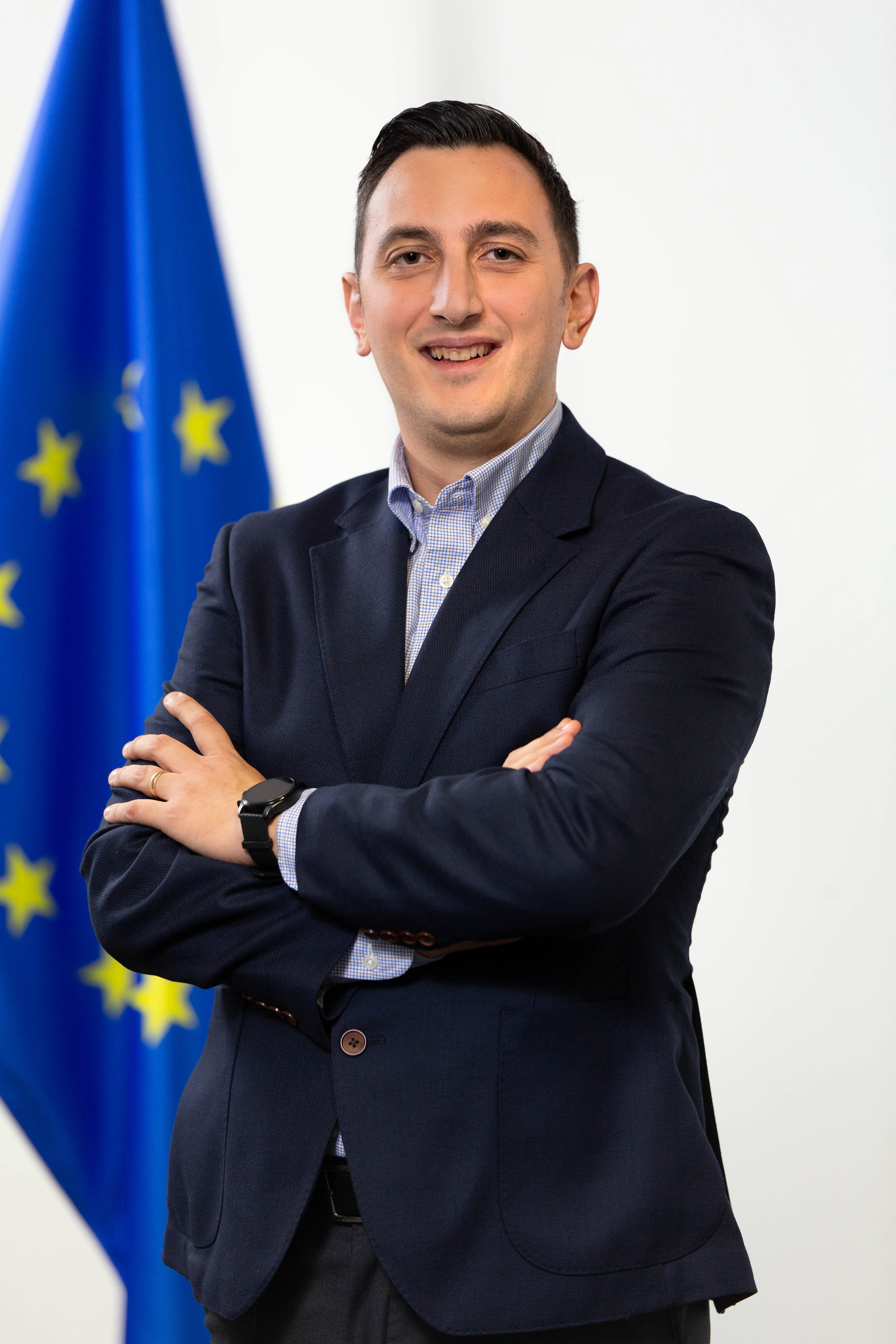
Glenn Micallef, l'actuel commissaire européen à la Culture.

Le commissaire européen à l'Éducation et à la Culture est un membre de la Commission européenne.
Sous la commission von der Leyen II, le poste est occupé par 2 commissaires :
- Roxana Mînzatu : : commissaire européenne à l'Éducation, aux Emplois de qualité et aux Droits sociaux
- Glenn Micallef : commissaire européen à la Jeunesse, à la Culture et aux Sports

## Liste

### Éducation
| Titre                                                                                 | Titulaire              | Mandat                          | Commission       |
| ------------------------------------------------------------------------------------- | ---------------------- | ------------------------------- | ---------------- |
| Affaires industrielles, technologiques et scientifiques, Éducation et Union douanière | Altiero Spinelli       | 22 mars 1972 – 6 janvier 1973   | Mansholt         |
| Recherche, Science et Éducation                                                       | Ralf Gustav Dahrendorf | 6 janvier 1973 – 6 janvier 1977 | Ortoli           |
| Recherche, Science, Éducation et Énergie                                              | Guido Brunner          | 6 janvier 1977 – 6 janvier 1981 | Jenkins          |
|                                                                                       |                        |                                 |                  |
| Concurrence, Affaires sociales, Éducation et Formation                                | Peter Sutherland       | 6 janvier 1985 – 5 janvier 1986 | Delors I         |
| Affaires sociales, Emploi, Éducation et Formation                                     | Manuel Marín           | 5 janvier 1986 – 6 janvier 1989 | Delors I         |
| Éducation, Emplois de qualité et Droits sociaux                                       | Roxana Mînzatu         | depuis le 1er décembre 2024     | Von der Leyen II |

### Culture
| Titre                                                                        | Titulaire             | Mandat                              | Commission       |
| ---------------------------------------------------------------------------- | --------------------- | ----------------------------------- | ---------------- |
| Questions institutionnelles, Politique de l'information, Culture et Tourisme | Carlo Ripa di Meana   | 6 janvier 1985 – 6 janvier 1989     | Delors I         |
| Affaires culturelles et Audiovisuel                                          | Jean Dondelinger      | 6 janvier 1989 – 1er janvier 1993   | Delors II        |
| Relations avec le Parlement, Culture et Audiovisuel                          | João de Deus Pinheiro | 1er janvier 1993 – 23 janvier 1995  | Delors III       |
| Relations avec le Parlement, Culture et Politique audiovisuelle              | Marcelino Oreja       | 23 janvier 1995 – 16 septembre 1999 | Santer Marín     |
| Jeunesse, Culture et Sports                                                  | Glenn Micallef        | depuis le 1er décembre 2024         | Von der Leyen II |

### Éducation et Culture
| Titre                                                                                        | Titulaire                    | Mandat                                | Commission      |
| -------------------------------------------------------------------------------------------- | ---------------------------- | ------------------------------------- | --------------- |
| Culture et Éducation                                                                         | Viviane Reding               | 16 septembre 1999 – 22 novembre 2004  | Prodi           |
| Éducation, Formation, Culture et Multilinguisme Éducation, Formation et Culture (01/01/2007) | Ján Figeľ                    | 22 novembre 2004 – 1er octobre 2009   | Barroso I       |
| Éducation, Formation et Culture                                                              | Maroš Šefčovič               | 1er octobre 2009 – 9 février 2010     | Barroso I       |
| Éducation, Culture, Multilinguisme et Jeunesse                                               | Androulla Vassiliou          | 9 février 2010 – 1er novembre 2014    | Barroso II      |
| Éducation, Culture, Jeunesse et Sports                                                       | Tibor Navracsics             | 1er novembre 2014 – 1er décembre 2019 | Juncker         |
| Innovation, Recherche, Culture, Éducation et Jeunesse                                        | Mariya Gabriel               | 1er décembre 2019 – 15 mai 2023       | Von der Leyen I |
| Culture, Éducation et Jeunesse                                                               | Margarítis Schinás (intérim) | 15 mai 2023 – 19 septembre 2023       | Von der Leyen I |
| Innovation, Recherche, Culture, Éducation et Jeunesse                                        | Iliana Ivanova               | 19 septembre 2023 - 1er décembre 2024 | Von der Leyen I |

### Multilinguisme
| Titre          | Titulaire     | Mandat                            | Commission |
| -------------- | ------------- | --------------------------------- | ---------- |
| Multilinguisme | Leonard Orban | 1er janvier 2007 – 9 février 2010 | Barroso I  |